# Zebiniso Rustámova
Zebiniso Sanguinovna Rustámova (en ruso: Зебинисо Сангиновна Рустамова; Stalinabad, URSS, 29 de enero de 1955) es una deportista soviética que compitió en tiro con arco, en la modalidad de arco recurvo.
Participó en los Juegos Olímpicos de Montreal 1976, obteniendo una medalla de bronce en la prueba individual.
Ganó cinco medallas en el Campeonato Mundial de Tiro con Arco al Aire Libre entre los años 1975 y 1987, cuatro medallas en el Campeonato Europeo de Tiro con Arco al Aire Libre, en los años 1976 y 1986, y seis medallas en el Campeonato Europeo de Tiro con Arco en Sala entre los años 1983 y 1987.

## Palmarés internacional
| Juegos Olímpicos                 | Juegos Olímpicos       | Juegos Olímpicos  | Juegos Olímpicos |
| Año                              | Lugar                  | Medalla           | Prueba           |
| -------------------------------- | ---------------------- | ----------------- | ---------------- |
| 1976                             | Montreal (Canadá)      | Medalla de bronce | Individual       |
| Campeonato Mundial al Aire Libre |                        |                   |                  |
| Año                              | Lugar                  | Medalla           | Prueba           |
| 1975                             | Interlaken (Suiza)     | Medalla de oro    | Individual       |
| 1975                             | Interlaken (Suiza)     | Medalla de oro    | Equipo           |
| 1977                             | Canberra (Australia)   | Medalla de plata  | Equipo           |
| 1985                             | Seúl (Corea del Sur)   | Medalla de oro    | Equipo           |
| 1987                             | Adelaida (Australia)   | Medalla de oro    | Equipo           |
| Campeonato Europeo al Aire Libre |                        |                   |                  |
| Año                              | Lugar                  | Medalla           | Prueba           |
| 1976                             | Copenhague (Dinamarca) | Medalla de oro    | Equipo           |
| 1976                             | Copenhague (Dinamarca) | Medalla de bronce | Individual       |
| 1986                             | Esmirna (Turquía)      | Medalla de oro    | Equipo           |
| 1986                             | Esmirna (Turquía)      | Medalla de bronce | Individual       |
| Campeonato Europeo en Sala       |                        |                   |                  |
| Año                              | Lugar                  | Medalla           | Prueba           |
| 1983                             | Falun (Suecia)         | Medalla de oro    | Equipo           |
| 1983                             | Falun (Suecia)         | Medalla de plata  | Individual       |
| 1985                             | Odense (Dinamarca)     | Medalla de oro    | Equipo           |
| 1985                             | Odense (Dinamarca)     | Medalla de plata  | Individual       |
| 1987                             | París (Francia)        | Medalla de oro    | Equipo           |
| 1987                             | París (Francia)        | Medalla de bronce | Individual       |